# Poplar Hills
Poplar Hills é uma cidade localizada no estado americano do Kentucky, no Condado de Jefferson.

## Geografia
De acordo com o United States Census Bureau, a cidade tem uma área de 0,9 km², onde todos os 0,9 km² estão cobertos por terra.

### Localidades na vizinhança
O diagrama seguinte representa as localidades num raio de 4 km ao redor de Poplar Hills.

## Demografia
Segundo o censo nacional de 2010, a sua população é de 362 habitantes e sua densidade populacional é de 4 659 hab/km². É a cidade mais densamente povoada do Kentucky. Possui 220 residências, que resulta em uma densidade de 2 831,42 residências/km².